# Poker en 2018
Cet article résume les événements liés au monde du poker en 2018.

## Tournois majeurs

### World Series of Poker 2018
John Cynn remporte le Main Event. Michael Mizrachi remporte pour la troisième fois le Poker Players Championship. Phil Hellmuth remporte son quinzième bracelet.

### World Series of Poker Europe 2018
Jack Sinclair remporte le Main Event.

### World Poker Tour Saison 16
| Étape                             | Vainqueur        |
| --------------------------------- | ---------------- |
| European Championship             | Ole Schemion     |
| Lucky Hearts Poker Open           | Darryll Fish     |
| Borgata Winter Poker Open         | Éric Afriat      |
| Fallsview Poker Classic           | Mike Leah        |
| LA Poker Classic                  | Dennis Blieden   |
| Rolling Thunder                   | David Larson     |
| Seminole Hard Rock Poker Showdown | Scott Margereson |
| Amsterdam 2                       | Rens Feenstra    |
| Bellagio Elite Poker Championship | Larry Greenberg  |
| Bobby Baldwin Classic             | Darren Elias     |
| Tournament of Champions           | Matt Waxman      |

### World Poker Tour Saison 17
| Étape                            | Vainqueur       |
| -------------------------------- | --------------- |
| Gardens Poker Festival           | Simon Lam       |
| Choctaw                          | Brady Holiman   |
| Borgata Poker Open               | Erkut Yilmaz    |
| Maryland Live                    | Anthony Ruberto |
| Bounty Scramble                  | Tony Tran       |
| Montréal                         | Patrick Serda   |
| Seminole Rock N Roll Poker Open  | Pavel Plesuv    |
| Five Diamond World Poker Classic | Dylan Linde     |

### European Poker Tour 2018
| Étape       | Vainqueur            |
| ----------- | -------------------- |
| Sotchi      | Arseniy Karmatskiy   |
| Monte-Carlo | Nicolas Dumont       |
| Barcelone   | Piotr Nurzynski      |
| Open Sotchi | Vyachesav Bondartsev |
| Prague      | Paul Michaelis       |

### Asia Pacific Poker Tour 2018
| Étape              | Vainqueur         |
| ------------------ | ----------------- |
| Macau Poker Cup 28 | Alvan Zheng       |
| Macao              | Lin Wu            |
| Corée              | Christopher Soyza |
| Manille            | Wilson Lim        |

### Latin American Poker Tour 2018
| Étape | Vainqueur |
| ----- | --------- |
| Chili | annulé    |

### PokerStars Festival Saison 2
| Étape    | Vainqueur           |
| -------- | ------------------- |
| Londres  | Kalidou Sow         |
| Marbella | Omar Del Pino       |
| Lille    | Alexandre De Zutter |

| Étape    | Vainqueur       |
| -------- | --------------- |
| Londres  | Dragos Trofimov |
| Marbella | Jonatan Gomez   |
| Lille    | Jovan Jojic     |

### Aussie Millions Poker Championship 2018
Toby Lewis remporte le Main Event et Michael Lim le High Roller.

## Poker Hall of Fame
Mori Eskandani et John Hennigan sont intronisés.